# 금송초등학교
금송초등학교는 경상남도 양산시에 있는 공립 초등학교이다.

## 학교 연혁
- 2025년 3월 1일 : 개교